# Shitdisco
Shitdisco (también estilizado como SHITDISCO) es una banda de dance-rock alternativo originaria de Glasgow, Escocia. Se formaron en el 2003 mientras sus miembros estudiaban en la Escuela de Artes de Glasgow. Su primer sencillo "Disco Blood/I Know Kung Fu" fue lanzado en diciembre del 2005 y se agotó rápidamente. Están firmados con la disquera Fierce Panda Recordings. Su sencillo "Reactor Party" del 2006 fue editado en octubre de ese año y llegó al número 73charts.html (enlace roto disponible en Internet Archive; véase el historial, la primera versión y la última). en las listas británicas gracias a la gran base subterránea de apoyo con la que cuentan.
Desde el lanzamiento de "Disco Blood/I Know Kung Fu" el grupo ha salido de gira extensivamente en el Reino Unido y Europa, además de lugares tan lejanos como Bangkok y Estambul. En marzo de 2007 se embarcaron como teloneros de la gira de The Rapture en su gira por el Reino Unido e Irlanda.

## Historia
Hasta que fueron expulsados del lugar en el verano de 2006, la banda organizaba fiestas gratuitas en una casa en ruinas en la calle West Prince Street de Glasgow, conocida localmente como "61". De esta forma se formaron una reputación por organizar y tocar en fiestas gratis y raves en lugares un tanto peculiares, como calles, túneles abandonados y baños de antros.

### Fiestas en "61"
Del 2003 al 2006 el grupo organizó fiestas en el departamento de su baterista en el edificio en el #61 de la calle West Prince. Del 2005 hasta su cancelación, estas fiestas ocurrían prácticamente cada mes. Shitdisco tocaba en la sala, en la cual, gracias al diseño Victoriano del edificio, cabían hasta 250 personas. Incluyendo el resto del departamento la capacidad de estas fiestas llegó a ser de 400 gentes. Sin ser interrumpidas, estas fiestas podían durar todo el fin de semana.
Solamente en tres ocasiones fueron reportadas a la policía. Uno de estos incidentes se originó por gente que le aventó botellas de cerveza y otros misiles a una patrulla que rondaba por la calle desde la azotea del edificio. El cuerpo policiaco llegó inmediatamente a irrumpir en el departamento para intentar arrestar a los culpalbles, pero les fue imposible cumplir su objetivo gracias a la trifulca poco cooperativa. En otras ocasiones la relación con la policía fue mejor, ya que las autoridades no estuvieron dispuestas a incurrir en los gastos necesarios para sacar a tanta gente del lugar. 
El baterista Darren fue expulsado de la propiedad en la primavera del 2006 y fue amenazado con una demanda por £10,000 por los daños hechos al departamento mientras lo poseyó.
Desde entonces, el grupo se ha ofrecido a tocar en fiestas caseras en donde estén mientras se encuentren de gira.
Otras bandas que tocaban en estas fiestas eran:
- Mother and the Addicts
- Haunted House
- ELVIS starring Ricky Aaron

### Grabación del álbum
La banda empezó a grabar su álbum debut Kingdom of Fear en los estudios The Premises de Londres, bajo la tutela del exguitarrista y ahora productor de Clor Luke Smith. Él ya había trabajado con el grupo produciendo remixes para "Disco Blood" y "Reactor Party". El álbum debía haber sido grabado en dos sesiones, siendo la segunda de ellas después de que el grupo terminara el NME New Rave Tour en octubre de 2006. Sin embargo, durante esta gira después de un concierto en Birmingham, el baterista Darren Cullen se cayó del techo del camión de la banda y se rompió la muñeca derecha, lo cual requirió de una cirugía y la inserción de una placa metálica. Así pues, para la segunda sesión de grabaciones, Kieron Pepper (baterista en vivo de The Prodigy) fue requerido para las canciones "Fear of the Future" and "Dream of Infinity".
Kingdom of Fear, nombrado así por el último libro del escritor estadounidense Hunter S. Thompson será lanzado al mercado el 16 de abril de 2007.

## Estilo
El grupo ha sido comparado con los  Talking Heads y The Rapture, pero admiten tener influencias que varían desde Donna Summer, Arthur Russell y The Prodigy hasta Gang of Four y The Clash.

## Miembros
- Joel Stone - bajo, guitarra, voz
- Joe Reeves - bajo, guitarra, voz
- Jan Lee - bajo, teclados
- Darren Cullen - batería

## Discografía

### Álbumes
- Kingdom of Fear (2007)
- The Emanator (2008)

### Sencillos
- "Disco Blood"/"I Know Kung Fu" (2005) (1000 copias)
- "Reactor Party" (2006) UK #73
- "OK" (2007) (2000 copias)
- "I Know Kung Fu" (2007)

## Reseñas
- Reseña, marzo de 2006 en Edinburgo - de The Scotsman
- Reseña, 16/03/06 en The Barfly, Liverpool - de Gigwise Online